# Fàbrica de Murs i Valls
La Fàbrica de Murs i Valls, coneguda com la «Fàbrica Vella de Murs i Valls, i Nova, dita del Riu» era una institució valenciana encarregada de la realització d'obres públiques, reparació de les muralles, els fossats, els marges del Túria, així com el cobrament de determinats impostos. Els impostos per a la conservació d'aquestes obres eren els següents: tres diners per cafís de blat, impostos pel Braç eclesiàstic, a més dels onze que ja se satisfeien, pagadors a l'Almodí, per tots els compradors, tant eclesiàstics com seculars.
També es finançava mitjançant donacions dels ciutadans, herències i altres aportacions públiques i privades. Posteriorment mitjançant el cobrament d'un impost que abonaven els residents a la ciutat i alqueries de l'entorn. I no només els veïns de València, sinó també els de diversos pobles, contribuïen amb assenyalades assignacions, convenint amb ells en la forma i el temps en què havien de presentar la seua quota.

## Origen

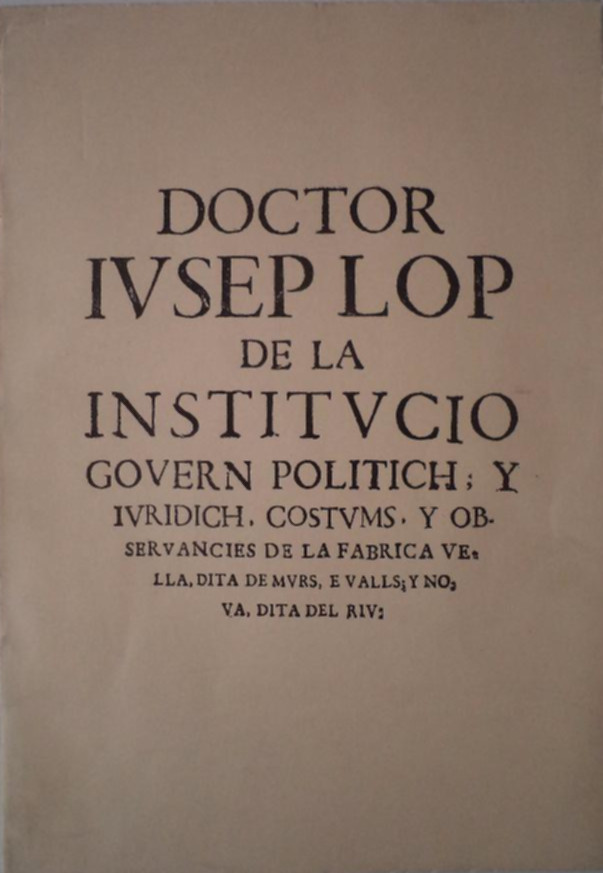
Doctor Iusep Lop. De la Institucio Govern politich; I Iuridich, Costums, I Observancies de la fàbrica vella, dita de Murs, I Valls; i Nova; Dita del Riu.

Si bé hi ha precedents des de l'any 1251, quan pel privilegi XXXVIII de Jaume I, crea aquesta Junta i disposa:
| « | Que tots sense excusa, nobles, cavallers, clergues, religiosos, ciutadans i altres persones, qualsevol que siga la seva dignitat, contribueixin a la construcció, i reparació dels murs; construcció, reparació i neta dels tancadors, construcció i neta dels camins públics i dels ponts; defensa de la ciutat, &c... | » |

El 1269 la ciutat era l'encarregada de la inspecció d'aquestes obres, però una crescuda del riu Túria, que va causar un important destrossa a la ciutat, així com a la muralla cristiana que en aquells anys s'estava construint, i que va obligar a realitzar millores i noves obres en algunes infraestructures danyades, feu que Pere el Cerimoniós el 1358, atorgara un privilegi on va disposar que es creara una Junta, que es componia d'un Diputat pel Braç eclesiàstic, un pel Braç militar, i un altre pel Braç reial o popular. El 1406 van entrar a formar part els Jurats i el Racional; aquest privilegi va ser el veritable origen i la creació de la institució.

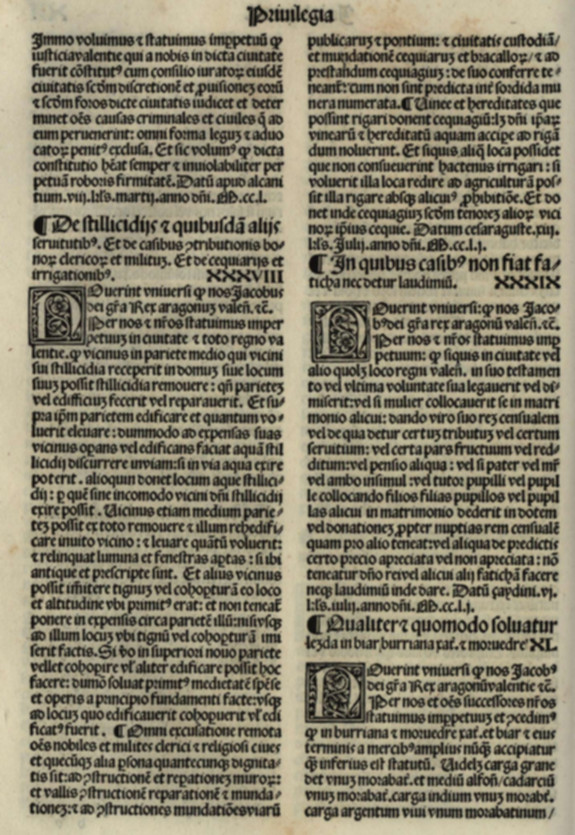
Privilegia XXXVIII

L'any 1406 va quedar legalment constituïda imposant la «sisa del blat» per a la provisió de fons, ampliant la seva comesa per a la construcció i conservació de ponts, muralles, fossats, baluard del Grau, sanejament de séquies, fins i tot d'assistència al rellotge situat a la Catedral, així com a les aigües residuals. També era l'encarregada de l'ornament de la ciutat als homenatges i celebracions. La coneguda com Fabrica Vella va tenir problemes econòmics que van dificultar les seves moltes obligacions en perjudici de la ciutat, de manera que es va haver de recórrer a uns gravàmens sobre articles de consum.
La Junta es renovava cada any, i el dia 7 de Març era l'assenyalat perquè la nova Junta fera el seu jurament.
Celebrava les seves sessions al local de l'arxiu del Magnífic Racional, guardant l'ordre següent: El Jurat en cap, o primer dels cavallers: a la dreta el Diputat o obrer eclesiàstic, el Jurat segon, l'obrer anomenat de la Fàbrica nova, el Jurat tercer, el diputat popular, l'advocat de la junta, l'escrivà, l'ajudant del Racional; i a l'esquerra el Jurat en cap, o primer dels ciutadans, el Diputat militar, el Jurat segon dels cavallers, el Jurat quart, el Racional, el Síndic del Consell, el Síndic de la Junta, i l'escrivà de la Fàbrica nova.
Les reunions es feien els dimarts i divendres de cada setmana i únicament podien dispensar-se d'acudir-hi els Jurats i el Síndic. Les sessions duraven des de les onze del matí fins a la una del migdia, sempre que els assumptes no reclamaven més hores de sessió.
Per ser individu de la junta calia haver complert vint-i-cinc anys, i no estar comprés en cap dels casos, que incapacitaven també el ciutadà per obtenir els càrrecs municipals.
Una nova riuada, la de 1589, va propiciar la creació de la «Fabrica Nova del Riu», el 1590, amb especial atenció al llit del riu, ponts i ampits; en aquell temps es va establir un nou impost sobre la carn consumida a la ciutat que va tenir com a nom la «nova sisa de les carns». D'aquesta nova fàbrica, sorgiria la restauració dels cinc ponts existents, que en la riuada de 1957, quatre segles més tard, van suportar la salvatge envestida de les seves aigües fluvials. El jurisconsult Josep Llop va ser qui va recopilar al segle segle xvii els costums i observances d'una institució de gran activitat en l'època foral.

## Murs i Valls i altres responsabilitats
- Murs: s'encarregava del manteniment, reparació i construcció de les muralles, torres i portes de la ciutat.
- Valls: la seva responsabilitat eren els canals per on circulaven les aigües fecals i restes d'escombraries de tot tipus, aprofitant les aigües de les diferents séquies que recorren l'horta (avui discorren sota els carrers de la ciutat).
- Camins i ponts: els camins i ponts que es trobaven dins del terme municipal també eren de la seva responsabilitat.